# Ocotea oocarpa
Ocotea oocarpa är en lagerväxtart som beskrevs av Mez & Sod. och Carl Christian Mez. Ocotea oocarpa ingår i släktet Ocotea och familjen lagerväxter. Inga underarter finns listade i Catalogue of Life.